# Суроти
Суроти (грч. Σουρωτή) је насељено место у општини Седес у периферији Средишња Македонија, Грчка. Према попису из 2021. године било је 1.583 становника.
Према бугарском географу и историчару, Василу Канчову, у Суротију је 1900. године живело 35 Турака. После 1913. године турско становништво је принудно исељено у Турску а до 1924. године насељено је 58 грчких избегличких породица из Турске, којих је на попису из 1928. године било 307. Село се раније звало Сурокли.